# Нудыми
Нудыми — река в Хабаровском крае, Россия, левый приток Маи. Длина реки — 123 км, площадь водосборного бассейна — 2770 км².
Исток находится на высоте более 800 м над уровня моря в горах Джугджур, река стекает с северного склона горы Гавыни. Преимущественно течёт в северо-западном направлении. На реке множество осерёдков. Берега в нижнем течении участками заболочены. Впадает в Маю слева несколькими рукавами на высоте ниже 424 м над уровнем моря выше впадения реки Мурамни. Ширина русла перед устьем — 55 м, глубина — 1,9 м, скорость течения — 1,3 м/с. 
В XVII веке в устье Нудыми находилось Верхнемайское зимовье. В XXI веке там расположена туристическая база.

## Основные притоки
Указаны поименованные притоки длиной 20 км и более
| Название       | Расстояние от устья | Длина | Положение |
| -------------- | ------------------- | ----- | --------- |
| Амагаран       | 33                  | 42    | левый     |
| Нави           | 36                  | 56    | правый    |
| Алара-Намнакан | 70                  | 31    | левый     |
| Мулачен        | 71                  | 21    | правый    |
| Юсэ-Намиакан   | 73                  | 41    | левый     |

## Данные водного реестра
По данным государственного водного реестра России относится к Ленскому бассейновому округу, речной бассейн реки — Лена, речной подбассейн реки — Алдан, водохозяйственный участок реки — Мая от истока до водомерного поста села Аим.
Код объекта в государственном водном реестре — 18030600512117300023368.